# 야주강

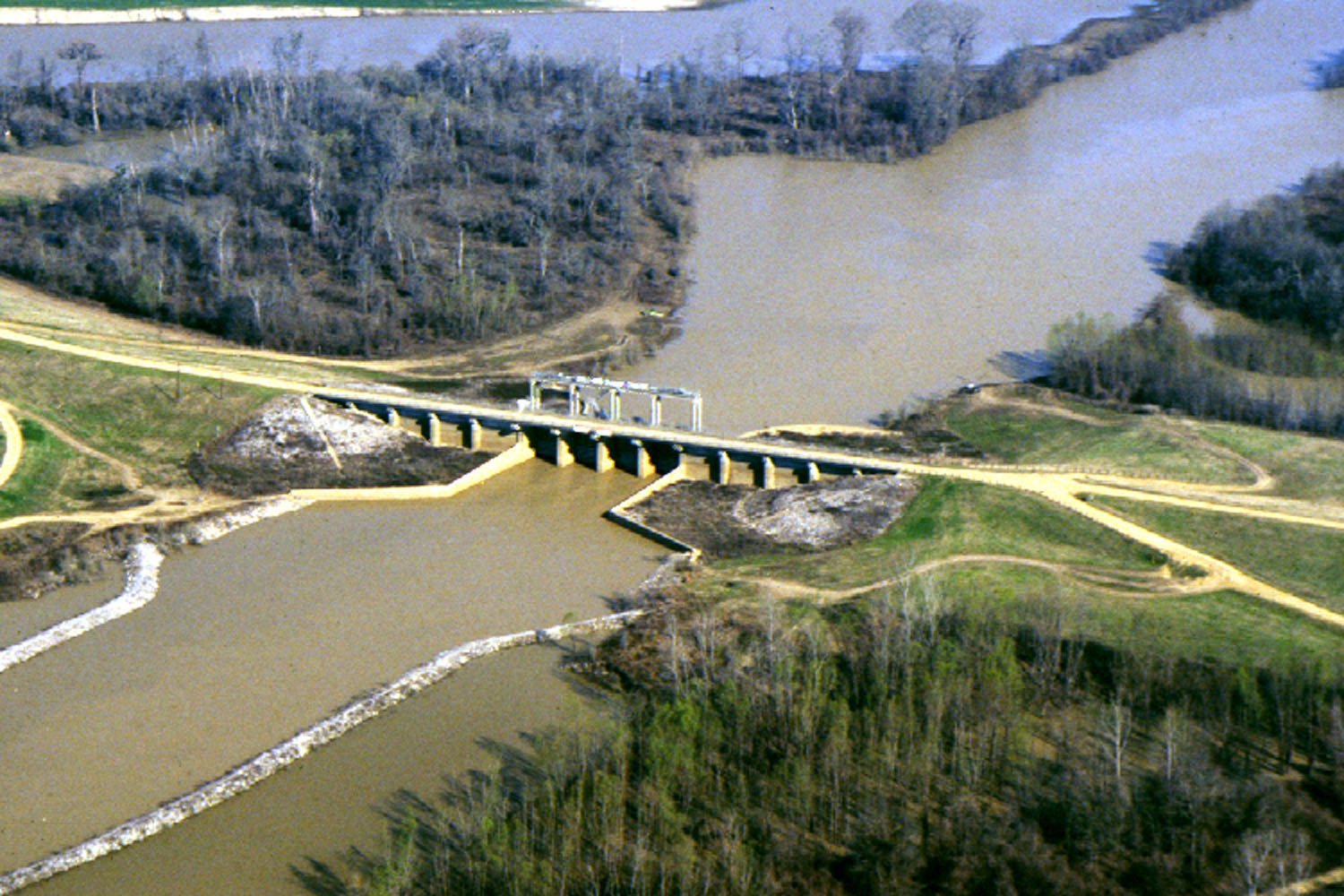
야주 강

야주강(Yazoo River)은 미국 미시시피주 북부에서 서남으로 흐러, 미시시피강으로 들어가는 강이다. 길이는 약 300km정도이다.